# Chmielnik (gmina, Sainte-Croix)
Chmielnik est une gmina mixte du powiat de Kielce, Sainte-Croix, dans le centre-sud de la Pologne. Son siège est la ville de Chmielnik, qui se situe environ 32 km au sud de la capitale régionale Kielce.
La gmina couvre une superficie de 142,87 km2 pour une population de 11 568 habitants.

## Géographie
Outre la ville de Chmielnik, la gmina inclut les villages de Borzykowa, Celiny, Chomentówek, Ciecierze, Grabowiec, Holendry, Jasień, Kotlice, Łagiewniki, Lipy, Lubania, Ługi, Minostowice, Piotrkowice, Przededworze, Sędziejowice, Śladków Duży, Śladków Mały, Suchowola, Suliszów, Suskrajowice, Szyszczyce, Zrecze Chałupczańskie, Zrecze Duże et Zrecze Małe.
La gmina borde les gminy de Busko-Zdrój, Gnojno, Kije, Morawica, Pierzchnica et Pińczów.